# Quarter (Junkyのアルバム)
Quarter（クォーター）は、Junkyの1枚目のミニアルバム。2010年11月14日に発売。

## 収録曲
1. イントロダクション
2. ZIGG-ZAGG
3. 風船
4. メランコリック
5. Sparkling
6. 幸壊 [ジユウ]
7. 空想パレット (Junk edit)
8. ほら

| スタブアイコン | サブスタブ | この項目は、まだ閲覧者の調べものの参照としては役立たない、アルバムに関連した書きかけの項目です。この項目を加筆・訂正などしてくださる協力者を求めています（P:音楽/PJ:アルバム）。 |